# Ampel (Wuluhan)
Ampel is een bestuurslaag in het regentschap Jember van de provincie Oost-Java, Indonesië. Ampel telt 17.932 inwoners (volkstelling 2010).